# Bésame (álbum de Lucía Méndez)
Bésame es el título del 13º. álbum de estudio grabado por la cantante y actriz mexicana Lucía Méndez.
Fue lanzado al mercado bajo los sellos discográficos Sony Discos y Columbia Records en el año 1991.
Los sencillos que se desprendieron de este disco fueron: Bésame, Se acabó, La que más te ha querido, Aguanta corazón y Se me antoja.
La balada románticaSe acabó fue utilizada como el tema principal para la telenovela estadounidense de las cadenas de televisión Telemundo y Televisión Española en colaboración con Capitalvision International Corporation titulada Marielena (1992-1993), protagonizada por la propia Lucía Méndez y Eduardo Yáñez y con la actuación antagónica de Zully Montero y se incluyó en el soundtrack de la misma.

## Lista de canciones
- Tal para cual (Quem Viver Vera) (M. Sullivan/P.Massadas/Adaptación español Karen Guindi)
- Bésame (J.R. Flores)
- Se me antoja (Las Diego)
- Casi casi (Quasi Quasi) (Versión Rap) (Zuccehero/Adaptación español Graciela Carballo)
- Se acabó (J.R. Flores/Gian Pietro Felisatti)
- Adiós tristeza (J.R. Flores)
- Casi casi (Quasi Quasi) (Zuccehero/Adaptación español Graciela Carballo)
- Aguanta corazón (Aguenta Coracao (Prentice/E. Wilson/P.S. Valle/Adaptación español Karen Guindi)
- Amor con amor se paga (J.R. Flores)
- La que más te ha querido (Concha Valdes Miranda)
- Y con los cinco sentidos (J.R. Flores)
- La señora mintió (Roberto Livi)

- Datos: Q5736498